# Zopo Mobile
ZOPO mobile es el nombre habitual para Shenzhen ZOPO Communications-equipment Limited Company, un fabricante de teléfonos inteligentes de China, fundada en 2012. Se dedica a la investigación y desarrollo, producción, comercialización y servicio de productos de terminales móviles inteligentes. 
ZOPO, es un acrónimo que significa "Zealous Open Perfect Outstanding (Entusiasta, Abierto, Perfecto, Sobresaliente)".
El modelo ZP200 ZOPO era "el primer teléfono móvil inteligente 3D sin gafas y DualSIM de China". Se vendieron muchas unidades en China continental.
ZOPO fue la primera compañía en fabricar y entregar un teléfono inteligente con el sistema operativo Linux Sailfish para el Mercado indio.

## Terminales ZOPO
Zopo ha puesto a disposición una multitud de dispositivos a la venta. Ellos son:

### ZOPO ZP100 PILOT
- Slots SIM: Dual
- Procesador: MTK6575, Cortex A9, 1.0GHz.
- Gráficos: PowerVR SGX531 GPU
- Ram: 512MB.
- Rom: 4GB.
- Expansión memoria: Micro SD hasta 32GB.
- Versión Android: Android 4.0.
- Pantalla: 4.3 Pulgadas ASV capacitiva 540 x 960 pixeles(QHD) 16000K Colores.
- Bandas: 2G: GSM 850/900/1800/1900 MHz / 3G: WCDMA 850/2100 MHz.
- Cámara: Cámara Dual, frontal: 0.3MP, trasera: 5.0MP con Flash led - Grabación Video HD 720P.
- Conectividad: Wi-Fi IEEE 802.11 b/g/a, GPS, Bluetooth 3.0
- Batería: Li-on 1650mAh.
- Dimensiones: 126×68×11mm
- Peso: 148g

### ZOPO 200 Shining
- Slots SIM: Dual
- Procesador: MTK6577, Cortex A9, 1.0GHz Dual Core.???
- Gráficos: PowerVR SGX531T GPU
- Ram: 1GB.
- Rom: 4GB.
- Expansión memoria: Micro SD hasta 64GB.
- Versión Android: Android 4.0.
- Pantalla: 4.3 Pulgadas ASV capacitiva 540 x 960 pixeles(QHD) 16000K Colores, Free-Glass 3D.
- Bandas: 2G: GSM 850/900/1800/1900 MHz / 3G: WCDMA 2100 MHz.
- Cámara: Cámara Dual, frontal: 0.3MP, trasera: 8.0MP con Flash led - Grabación Video HD 720P.
- Conectividad: Wi-Fi IEEE 802.11 b/g/a, GPS, Bluetooth 2.1, Salida HDMI
- Batería: Li-on 1250mAh "Opcional 2000mAh".
- Dimensiones: 126.5×67×12.3mm
- Peso: 148g

### ZOPO 300 FIELD PLUS
- Slots SIM: Dual
- Procesador: MTK6577 ARMv7 Cortex-A9 40nm Dual Core 1.0GHz
- Gráficos: PowerVR SGX531 GPU
- Ram: 1GB.
- Rom: 4GB.
- Expansión memoria: Micro SD hasta 32GB.
- Versión Android: Android 4.0.
- Pantalla: 4.5 Pulgadas, capacitiva multi-touch (5-Puntos), 1280*720 pixeles(HD)
- Bandas: 2G: GSM 850/900/1800/1900 MHz / 3G: WCDMA 2100 MHz.
- Cámara: Cámara Dual, frontal: 2.0MP, trasera: 8.0MP con Flash led - Grabación Video HD 720P.
- Conectividad: Wi-Fi IEEE 802.11 b/g/a, GPS, AGPS, YGPS, Bluetooth 3.0.
- Batería: Li-on 1800mAh.
- Dimensiones: 133×68.2×12.4mm
- Peso: 148g

### ZOPO sosi pls hyi
- Slots SIM: Dual
- Procesador: MTK MT6577 dual core x 1GHz, cortex A9
- Gráficos: PowerVR SGX531 GPU
- Ram: 512MB.
- Rom: 4GB.
- Expansión memoria: Micro SD hasta 64GB.
- Versión Android: Android 4.0.
- Pantalla: 4.0 Pulgadas, capacitiva multi-touch (5-Puntos), QDH 854*480 píxeles
- Bandas: 2G: GSM 850/900/1800/1900 MHz / 3G: WCDMA 2100 MHz.
- Cámara: Cámara Dual, frontal: 0.3MP, trasera: 5.0MP con Flash led
- Conectividad: Wi-Fi IEEE 802.11 b/g/a, GPS, Bluetooth 3.0.
- Batería: Li-on 1300mAh.
- Dimensiones: 123×61.6×9.9mm
- Peso: 116.6g

### ZOPO ZP580
- Slots SIM: Dual
- Procesador: MTK MT6572 dual core x 1.3GHz Cortex-A7.
- Gráficos: ARM mali400-MP1 500Mhz.
- Ram: 512MB.
- Rom: 4GB.
- Expansión memoria: Micro SD hasta 64GB.
- Versión Android: Android 4.2.
- Pantalla: 4.5 Pulgadas, capacitiva multi-touch (5-Puntos), QDH 960*540 píxeles.
- Bandas: 2G: GSM 850/900/1800/1900 MHz / 3G: WCDMA 900/2100 MHz.
- Cámara: Cámara Dual, frontal: 2.0MP, trasera: 5.0MP con Flash led, Grabación HD 720P.
- Conectividad: Wi-Fi IEEE 802.11 b/g/a, GPS, A-GPS,Bluetooth 4.0.
- Batería: Li-on 1700mAh.
- Dimensiones: 136×66×10mm.
- Peso: 180g.

### ZOPO ZP600+ INFINITY
- Slots SIM: Dual
- Procesador: MTK MT6582 1.3GHz, Cortex-A7 Quad-core.
- Gráficos: Mali-400-MP2 (500 MHz).
- Ram: 1GB.
- Rom: 4GB.
- Expansión memoria: Micro SD hasta 64GB.
- Versión Android: Android 4.2.
- Pantalla: 4.3 Pulgadas, capacitiva multi-touch (5-Puntos), QDH 960*540 píxeles.
- Bandas: 2G: GSM 850/900/1800/1900 MHz / 3G: WCDMA 800/900/2100 MHz.
- Cámara: Cámara Dual, frontal: 2.0MP, trasera: 5.0MP con Flash led, Grabación HD 720P.
- Conectividad: Wi-Fi IEEE 802.11 b/g/a, GPS, A-GPS,Bluetooth 4.0, USB OTG.
- Batería: Li-on 1640mAh.
- Dimensiones: 127×65×11.2mm.
- Peso: 150g.

### ZOPO 700 CUPPY
- Slots SIM: Dual
- Procesador:  MTK MT6582 1.3GHz, Cortex-A7 Quad-core.
- Gráficos: Mali-400-MP2 (500 MHz).
- Ram: 1GB.
- Rom: 4GB.
- Expansión memoria: Micro SD hasta 64GB.
- Versión Android: Android 4.2.
- Pantalla: 4.7 Pulgadas, capacitiva multi-touch (5-Puntos), QDH 960*540 píxeles.
- Bandas: 2G: GSM 850/900/1800/1900 MHz / 3G: WCDMA 900/2100 MHz.
- Cámara: Cámara Dual, frontal: 5.0MP, trasera: 8.0MP con Flash led, Grabación HD 720P.
- Conectividad: Wi-Fi IEEE 802.11 b/g/a, GPS, A-GPS,Bluetooth 4.0.
- Batería: Li-on 1750mAh.
- Dimensiones: 135.5×68×9.5mm.
- Peso: 180g.

### ZOPO 780
- Slots SIM: Dual
- Procesador: MTK MT6582 1.3GHz, Cortex-A7 Quad-core.
- Gráficos: Mali-400-MP2 (500 MHz).
- Ram: 1GB.
- Rom: 4GB.
- Expansión memoria: Micro SD hasta 64GB.
- Versión Android: Android 4.2.
- Pantalla: 5.0 Pulgadas, capacitiva multi-touch (5-Puntos), QDH 960*540 píxeles.
- Bandas: 2G: GSM 850/900/1800/1900 MHz / 3G: WCDMA 900/2100 MHz.
- Cámara: Cámara Dual, frontal: 5.0MP, trasera: 8.0MP con Flash led, Grabación HD 720P.
- Conectividad: Wi-Fi IEEE 802.11 b/g/a, GPS, A-GPS,Bluetooth 4.0.
- Batería: Li-on 1800mAh.
- Dimensiones: 145.2×71.74×8.25mm.
- Peso: 112.5g.

### ZOPO 810
- Slots SIM: Dual
- Procesador: MTK MT6589 1.2GHz, Cortex-A7 quad-core.
- Gráficos: Power VR SGX544MP.
- Ram: 1GB.
- Rom: 4GB.
- Expansión memoria: Micro SD hasta 64GB.
- Versión Android: Android 4.1, actualizable a 4.2.
- Pantalla: 5.0 Pulgadas, capacitiva multi-touch (5-Puntos), HD 720*1280 píxeles.
- Bandas: 2G: GSM 850/900/1800/1900 MHz / 3G: WCDMA 2100 MHz.
- Cámara: Cámara Dual, frontal: 2.0MP, trasera: 8.0MP con Flash led, Grabación FHD 1080P.
- Conectividad: Wi-Fi IEEE 802.11 b/g/a, GPS, A-GPS,Bluetooth 4.0.
- Batería: Li-on 2000mAh.
- Dimensiones: 141.9×73.6×10.2mm.
- Peso: 180g.

### ZOPO 900 LEADER
- Slots SIM: Dual
- Procesador: MTK MT6577 1GHz, ARMv7 dual core.
- Gráficos: POWER VR SGX531T.
- Ram: 1GB.
- Rom: 4GB.
- Expansión memoria: Micro SD hasta 32GB.
- Versión Android: Android 4.2.
- Pantalla: 5.3 Pulgadas IPS, capacitiva multi-touch (5-Puntos), QHD 960x540 píxeles.
- Bandas: 2G: GSM 850/900/1800/1900 MHz / 3G: WCDMA 2100 MHz.
- Cámara: Cámara Dual, frontal: 2.0MP, trasera: 8.0MP con Flash led, Grabación HD 720P.
- Conectividad: Wi-Fi IEEE 802.11 b/g/a, GPS, A-GPS,Bluetooth 3.0.
- Batería: Li-on 2300mAh.
- Dimensiones: 149.6×78×10.2mm.
- Peso: 198g.

### ZOPO 900 S LEADER LITE
- Slots SIM: Dual
- Procesador: MTK MT6577 1GHz, ARMv7 dual core.
- Gráficos: POWER VR SGX531T.
- Ram: 512MB.
- Rom: 4GB.
- Expansión memoria: Micro SD hasta 32GB.
- Versión Android: Android 4.2.
- Pantalla: 5.3 Pulgadas IPS, capacitiva multi-touch (5-Puntos), QHD 960x540 píxeles.
- Bandas: 2G: GSM 850/900/1800/1900 MHz / 3G: WCDMA 2100 MHz.
- Cámara: Cámara Dual, frontal: 2.0MP, trasera: 8.0MP con Flash led, Grabación HD 720P.
- Conectividad: Wi-Fi IEEE 802.11 b/g/a, GPS, A-GPS,Bluetooth 3.0.
- Batería: Li-on 2300mAh.
- Dimensiones: 149.6×78×10.2mm.
- Peso: 198g.

### ZOPO 910
- Slots SIM: Dual
- Procesador: MTK MT6589 Quad-Core ARMv7 1.2GHz
- Gráficos: PowerVR SGX 544MP.
- Ram: 1GB.
- Rom: 4GB.
- Expansión memoria: Micro SD hasta 64GB.
- Versión Android: Android 4.2.
- Pantalla: 5.3 Pulgadas IPS, capacitiva multi-touch (5-Puntos), QHD 960x540 píxeles.
- Bandas: 2G: GSM 850/900/1800/1900 MHz / 3G: WCDMA 2100 MHz.
- Cámara: Cámara Dual, frontal: 2.0MP, trasera: 8.0MP con Flash led, Grabación FHD 1080P.
- Conectividad: Wi-Fi IEEE 802.11 b/g/a, GPS, A-GPS,Bluetooth 4.0.
- Batería: Li-on 2300mAh.
- Dimensiones: 149.6×78×10.2mm.
- Peso: 198g.

### ZOPO 950 LEADER MAX
- Slots SIM: Dual
- Procesador:  MTK MT6577 1GHz, ARMv7 dual core.
- Gráficos: POWER VR SGX531T.
- Ram: 1GB.
- Rom: 4GB.
- Expansión memoria: Micro SD hasta 32GB.
- Versión Android: Android 4.2.
- Pantalla: 5.7 Pulgadas IPS, capacitiva multi-touch (5-Puntos), HD 1280x720 píxeles.
- Bandas:2G: GSM 850/900/1800/1900 MHz / 3G: WCDMA 2100 MHz.
- Cámara: Cámara Dual, frontal: 2.0MP, trasera: 8.0MP con Flash led, Grabación HD 720P.
- Conectividad: Wi-Fi IEEE 802.11 b/g/a, GPS, A-GPS,Bluetooth 3.0.
- Batería: Li-on 2500mAh.
- Dimensiones: 158×83.5×10.2mm.
- Peso: 192g.

### ZOPO 950+ LEADER MAX PLUS
- Slots SIM: Dual
- Procesador: MTK MT6589 Quad-Core ARMv7 1.2GHz
- Gráficos: PowerVR SGX 544MP.
- Ram: 1GB.
- Rom: 4GB y 16GB.
- Expansión memoria: Micro SD hasta 64GB.
- Versión Android: Android 4.2.
- Pantalla: 5.7 Pulgadas IPS, capacitiva multi-touch (5-Puntos), HD 1280x720 píxeles.
- Bandas:2G: GSM 850/900/1800/1900 MHz / 3G: WCDMA 2100 MHz.
- Cámara: Cámara Dual, frontal: 2.0MP, trasera: 8.0MP con Flash led, Grabación FHD 1080P.
- Conectividad: Wi-Fi IEEE 802.11 b/g/a, GPS, A-GPS,Bluetooth 4.0.
- Batería: Li-on 2500mAh.
- Dimensiones: 158×83.5×10.2mm.
- Peso: 192g.

## ZOPO en España
Desde el año 2014, la empresa ZOPO tiene sus propias tiendas repartidas por varios lugares de la geografía Española y cuenta con servicio técnico en el País. También posee su propia tienda En línea
Los móviles son vendidos bajo garantía española de dos años.

## ZOPO en Alemania
En Alemania, zopo.de GmbH es el distribuidor oficial para móviles ZOPO. Los trae desde China y los vende con garantía alemana.
Su sede central se encuentra en Kiel, Schleswig-Holstein, Alemania.

www.zopomobile.it